# I Belong to You (+Mon cœur s'ouvre à ta voix)
Pistes de The Resistance
MK Ultra
(7) Exogenesis: Symphony Part I (Overture)
(9)
I Belong to You (+Mon cœur s'ouvre à ta voix) est le huitième titre de l’album The Resistance, publié en 2009 par le groupe britannique Muse.
Le morceau a été écrit par Matthew Bellamy, qui en signe également la composition. Selon le groupe, la chanson a été inspirée par la relation de Bellamy avec sa fiancée de l’époque, Gaia Polloni.

## Style
La composition est organisée en trois sections distinctes.  
La première section associe piano, guitare, basse et chant, et alterne entre de courts couplets et des passages vocalisés. Elle se conclut sur une phrase inachevée (« you are my mu- »), laissant suggérer le mot muse, à la fois référence au nom du groupe et allusion à Gaia Polloni.  
La deuxième section adopte un tempo plus lent et une orchestration élargie comprenant violons, altos, violoncelles et contrebasses. Elle inclut également des vers en français interprétés par Matthew Bellamy, empruntés à l’air Mon cœur s'ouvre à ta voix, extrait de l’opéra Samson et Dalila de Camille Saint-Saëns.  
La troisième section reprend les vocalises de la première partie et complète le mot muse. Elle est suivie d’un solo de clarinette basse interprété par Enrico Gabrielli, avant la conclusion du morceau.

## Projets associés

### Cinéma
Une version alternative, intitulée New Moon Remix, figure sur la bande originale du film Tentation, deuxième volet de la saga Twilight. Cette version, enregistrée en 2009, se distingue par le remplacement du piano par une guitare plus brute et par la suppression de l’extrait d’opéra chanté en français.  

### Diffusion radiophonique
Bien qu’il n’ait pas été commercialisé comme single officiel, le titre a été diffusé sur les radios françaises à partir de novembre 2010 dans une version abrégée, sans l’insertion de l’air d’opéra.